# Radkov (district de Jihlava)
Pour les articles homonymes, voir Radkov.
Radkov (en allemand : Radkau) est une commune du district de Jihlava, dans la région de Vysočina, en République tchèque. Sa population s'élevait à 231 habitants en 2024.

## Géographie
Radkov se trouve à 5 km au sud-est de Telč, à 30 km au sud-sud-ouest de Jihlava et à 128 km au sud-est de Prague.

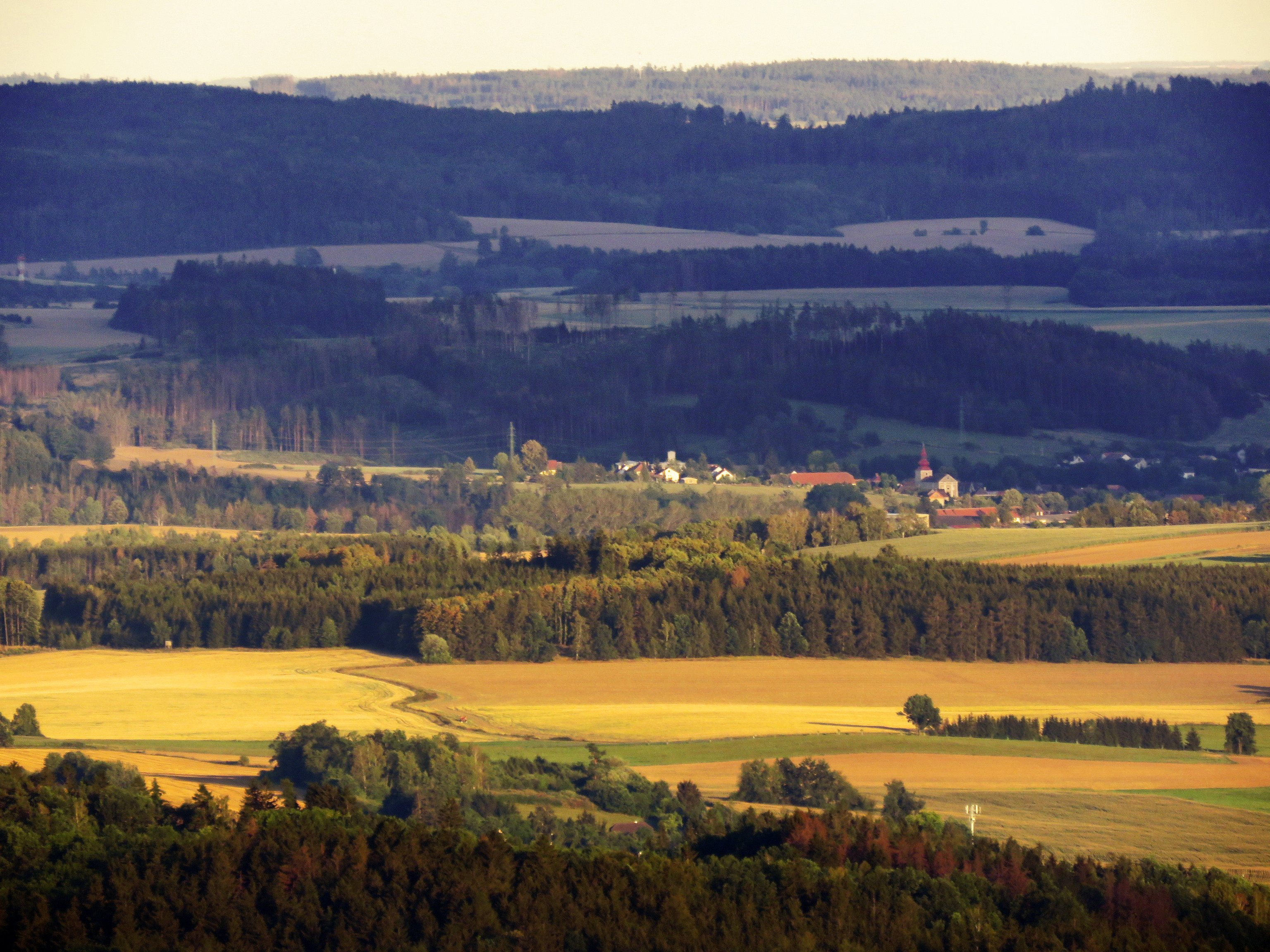
Radkov : vue générale.

La commune est limitée par Telč et Dyjice au nord, par Zvolenovice au nord-est, par Strachoňovice au sud-est, et par Černíč au sud-ouest et à l'ouest.

## Histoire
La première mention écrite de la localité date de 1358.

## Transports
Par la route, Puklice se trouve à 5 km de Telč, à 34,5 km de Jihlava et à 165 km de Prague.